# Delano Burgzorg
Delano Burgzorg (* 7. November 1998 in Amsterdam, Niederlande) ist ein niederländischer Fußballspieler. Der Stürmer begann seine Karriere bei BV De Graafschap und wechselte später nach Italien zu Spezia Calcio. Nach kurzer Zeit kehrte er in die Niederlande zu Heracles Almelo zurück. Ab Juli 2024 spielt er beim FC Middlesbrough.

## Karriere

### Verein
Delano Burgzorg, dessen Wurzeln in Suriname liegen, begann mit dem Fußballspielen beim Amsterdamer Amateurverein TOS-Actief und kam über die Zwischenstationen A.S.V. D.W.V. und AVV Zeeburgia in die Jugend von BV De Graafschap, einem Verein aus der Region Achterhoek in der Provinz Gelderland. Dort kam er 2016 im Seniorenbereich für die Reservemannschaft des Vereins zum Einsatz und gab im Januar 2018 im Alter von 19 Jahren sein Debüt als Profi in der zweiten niederländischen Liga. Der Verein stieg zur Saison 2018/19 in die Eredivisie auf. Dort kam Burgzorg regelmäßig zum Einsatz, wobei er in 15 von 26 Partien zur Startelf gehörte. 
Zur Saison 2019/20 wechselte er nach Italien zum Zweitligisten Spezia Calcio und kam in der Hinrunde zu acht Einsätzen. In der Wintertransferperiode kehrte Burgzorg auf Leihbasis in die Niederlande zurück und schloss sich in der Eredivisie Heracles Almelo an. Dort kam er unter dem deutschen Trainer Frank Wormuth als linker Außenstürmer bis zum Saisonabbruch, die aufgrund der COVID-19-Pandemie notwendig geworden war, in fünf Partien zum Einsatz (ein Tor). Zur Saison 2020/21 wurde er fest verpflichtet und etablierte sich in der Offensive als linker Außenstürmer. Mit fünf Toren trug Burgzorg zum neunten Platz von Heracles bei.
Ende Januar 2022 schloss er sich – zunächst auf Leihbasis – dem deutschen Bundesligisten 1. FSV Mainz 05 an. Er traf dort auf seine Landsleute Jeremiah St. Juste und Jean-Paul Boëtius. In der Rückrunde der Saison 2021/22 kam Burgzorg in der Liga zu drei Einsätzen und einem Spiel im DFB-Pokal; ab Ende Februar 2022 fiel er infolge einer COVID-19-Infektion und anschließender Herzmuskelentzündung für den Rest der Saison aus. Der Verein nutzte dessen ungeachtet eine Kaufoption im April 2022. In der Hinrunde der Fußball-Bundesliga 2022/23 war Burgzorg im September und Oktober 2022 für insgesamt vier Pflichtspiele wegen Unpünktlichkeit suspendiert und spielte stattdessen ein Spiel für die zweite Mannschaft der Mainzer in der Regionalliga Südwest.
Mitte August 2023 wurde er für eine Spielzeit an den englischen Zweitligisten Huddersfield Town ausgeliehen. Zur Saison 2024/25 wechselt er fest zum Ligakonkurrenten FC Middlesbrough.

### Nationalmannschaft
Delano Burgzorg absolvierte mindestens eine Partie im März 2019 für die niederländische U20-Nationalmannschaft.